# Catálogo Michel

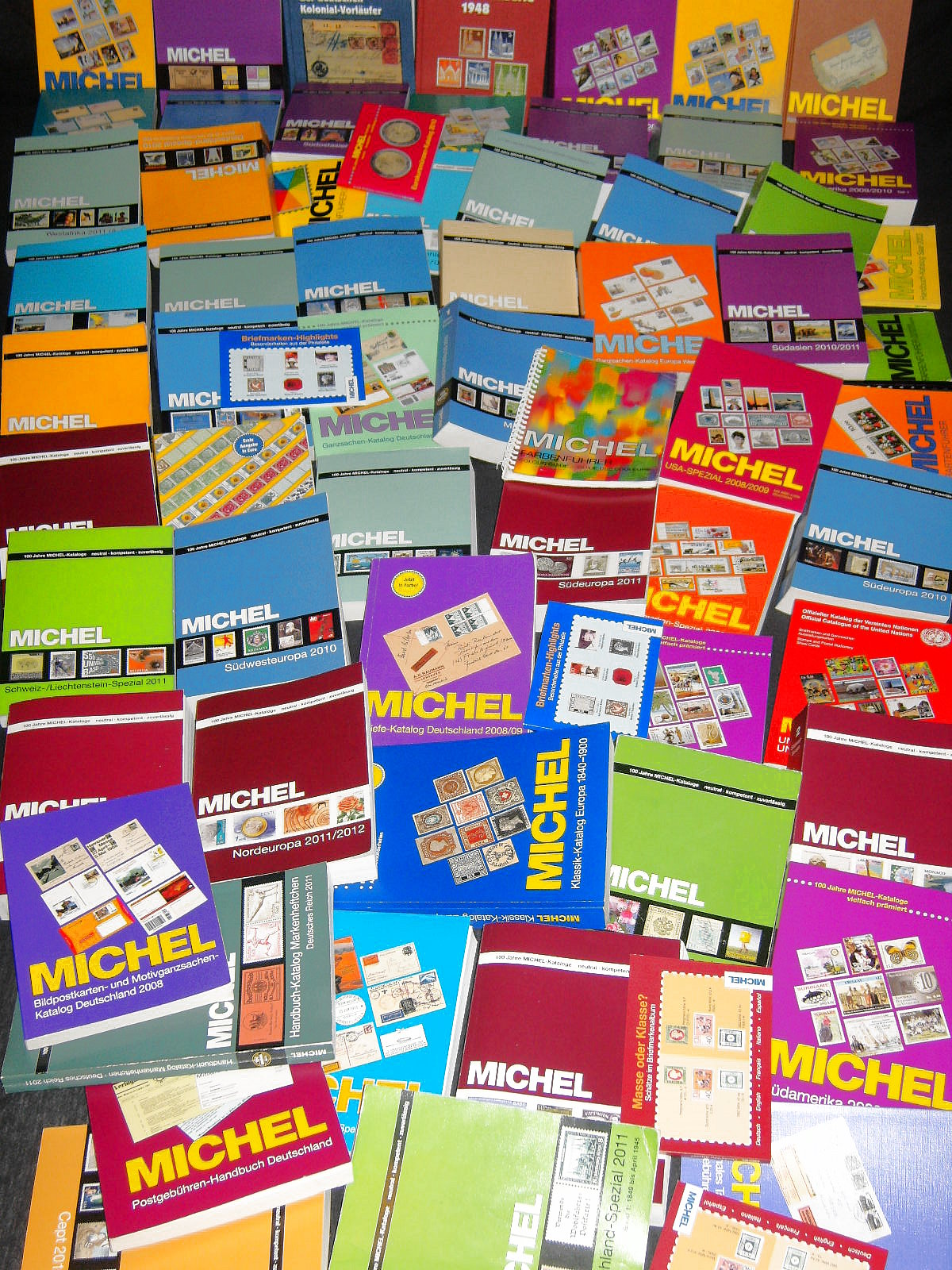
Muchos catálogos Michel

El Catálogo Michel (en alemán, MICHEL-Briefmarken-Katalog) es un libro para la localización y ordenación de sellos postales, procedente de Alemania. La primera publicación fue en 1910 y ha conseguido ser una importante publicación de referencia en la filatelia.
El catálogo comenzó gracias a Hugo Michel, de Apolda, Turingia, Alemania. En 1920, contenía dos volúmenes, y hoy en día se compone de una docena de catálogos que cubren todo el mundo con volúmenes adicionales más especializados, que son un total de cuarenta.
Este catálogo no actualiza sus catálogos anualmente, pero sí lo hace, cada año, con varios de sus volúmenes.